# Crimes contre les Serbes en Bosnie-Herzegovine
 (juin 2022).
- Si vous ne connaissez pas le sujet, laissez ce bandeau (vous pouvez alors contacter les auteurs).
- Si vous supprimez le contenu mis en cause (vous pouvez préalablement contacter les auteurs),

argumentez précisément cette suppression dans la page de discussion
(un manque de référence n'est pas un argument ; une recherche réelle de référence doit avoir été effectuée, être formellement documentée).
 (juin 2022).
La mise en forme du texte ne suit pas les recommandations de Wikipédia : il faut le « wikifier ».
Les points d'amélioration suivants sont les cas les plus fréquents :
- Les titres sont pré-formatés par le logiciel. Ils ne sont ni en capitales, ni en gras.
- Le texte ne doit pas être écrit en capitales (les noms de famille non plus), ni en gras, ni en italique, ni en « petit »…
- Le gras n'est utilisé que pour surligner le titre de l'article dans l'introduction, une seule fois.
- L'italique est rarement utilisé : mots en langue étrangère, titres d'œuvres, noms de bateaux, etc.
- Les citations ne sont pas en italique mais en corps de texte normal. Elles sont entourées par des guillemets français : « et ».
- Les listes à puces sont à éviter, des paragraphes rédigés étant largement préférés. Les tableaux sont à réserver à la présentation de données structurées (résultats, etc.).
- Les appels de note de bas de page (petits chiffres en exposant, introduits par l'outil «  Source ») sont à placer entre la fin de phrase et le point final[comme ça].
- Les liens internes (vers d'autres articles de Wikipédia) sont à choisir avec parcimonie. Créez des liens vers des articles approfondissant le sujet. Les termes génériques sans rapport avec le sujet sont à éviter, ainsi que les répétitions de liens vers un même terme.
- Les liens externes sont à placer uniquement dans une section « Liens externes », à la fin de l'article. Ces liens sont à choisir avec parcimonie suivant les règles définies. Si un lien sert de source à l'article, son insertion dans le texte est à faire par les notes de bas de page.
- La présentation des références doit suivre les conventions bibliographiques. Il est recommandé d'utiliser les modèles {{Ouvrage}}, {{Chapitre}}, {{Article}}, {{Lien web}} et/ou {{Bibliographie}}. Le mode d'édition visuel peut mettre en forme automatiquement les références.
- Insérer une infobox (cadre d'informations à droite) n'est pas obligatoire pour parachever la mise en page.

Pour une aide détaillée, merci de consulter Aide:Wikification.
Si vous pensez que ces points ont été résolus, vous pouvez retirer ce bandeau et améliorer la mise en forme d'un autre article.
 (juin 2022).
Améliorez-le ou discutez des points à vérifier. 

## Le massacre de Stari Brod et Milosevici 1942
Le massacre de Stari Brod et Milosevici en Bosnie-Herzegovine a eu lieu au printemps 1942, principalement sur les rives de la rivière Drina, dans les villes de Stari Brod et Milosevici, municipalité de Visegrad. Dans ce massacre, les Oustachis ont tué environ 6 000 Serbes non armés, exclusivement des civils. Certaines personnes se sont noyées intentionnellement ou non dans la rivière Drina en fuyant les Oustachis. La formation la plus claire des personnes a eu lieu le 22 mars 1942, mais la formation s'est poursuivie début mai 1942 ,

## Masacre dans la municipalité de Bratunac 1992
Lors de l'éclatement de la Yougoslavie et de la guerre en Bosnie-Herzégovine , de nombreux Serbes ont été tués par des terroristes musulmans à Bratunac et dans les environs.
Parmi les nombreux crimes, se distinguent ceux commis dans les villages de Kravica, Bjelovac, Sikirić, Zalazje, Ježeštica, Šiljkovići, Fakovići, etc.
À cette occasion, un grand nombre de civils serbes non armés ont été massacrés et le crime a été commis par des musulmans de Srebrenica, voisins de longue date des mêmes Serbes tués, sous la direction de Naser Orić.
Au total, 3.267 Serbes ont été tués pendant la guerre de 1992-1995 dans la municipalité de Bratunac.

### Massacre de Noël du 7 janvier 1993.
Le massacre de Kravica a eu lieu le 7 janvier 1993 à côté de Bratunac, lorsque les forces musulmanes de l'ARBiH de l'époque, dirigées par Naser Orić, ont attaqué un village défendu par les  gardes du village.
Les victimes du massacre sauf les gardes du village étaient également des enfants et des personnes âgées.
L'immobile Tankosava Stevanović (55 ans) a été capturée et maltraitée par des soldats musulmans et brutalement tuée avec une arme blanche, et le pathologiste a trouvé au moins 15 coups de couteau.
Nevenka Đukanović (45 ans) a également été maltraitée dans sa maison. Selon certaines histoires, les soldats d'Orić lui ont coupé la tête, cependant, ni elle ni le corps de son cousin Vidosava Trišić n'ont encore été retrouvés et ils sont portés disparus.
Le corps de Radmila Lukić a été retrouvé avec plusieurs coups de couteau et des blessures par balle dans la cour, et parmi les victimes figuraient Vladimir Stojanović de 78 ans, Drago Lazić de 80 ans, Vaso Nikolić de 75 ans, Risto Popović de 73 ans, Risto Popović 73 ans, Milo Jokić de 66 ans, Boško Đukanović 65 ans, Vaso Nikolić 65 ans.
Il y a eu 82 blessés, tandis que pendant toute la guerre, Kravica a perdu 158 habitants. 690 maisons et bâtiments auxiliaires ont été incendiés, l'église des Saints Apôtres Pierre et Paul a été rasée, des cimetières ont été détruits et des tombes creusées. Avant l'incendie criminel, un vol généralisé a été perpétré par plusieurs milliers de civils qui ont pris part à l'attaque avec les soldats de l'armée de la RBiH
Après le pire hiver et la neige abondante, les réfugiés ont traversé la rivière Drina et sont entrés en Serbie.
En mars 1993, l'armée de la Republika Srpska lance une contre-offensive et reprend Kravica après 70 jours. Ce n'est qu'alors que les habitants du village de Kravice ont pu enterrer leurs morts au cimetière de Bratunac.
Le président de la Serbie, Boris Tadic, a assisté à la commémoration des vaches victimes en 2006.